# Ivo Bojanovski
Dr. Ivo Bojanovski (Grbavac u Župi dubrovačkoj, 16. siječnja 1915. -  Dubrovnik, 3. prosinca 1993.), hrvatski arheolog i konzervator.

## Životopis
Osnovnu školu pohađao je u Gornjem Brgatu, a klasičnu gimnaziju u Dubrovniku. Na Filozofskom fakultetu u Zagrebu studirao je klasičnu filologiju s arheologijom. Doktorsku disertaciju pod naslovom Dolabelin sistem cesta u rimskoj provinciji Dalmaciji obranio je 1971.
Od 1939. do 1969. bio je gimnazijski profesor po mnogim školama u SFRJ. Predavao je u zagrebačkoj Klasičnoj gimnaziji samo jednu godinu, 1942.  Od 1960. do 1980. radio je u Zavodu za zaštitu spomenika kulture SR BiH u Sarajevu kao arheolog – latinski epigrafičar i konzervator. Bio je znanstveni savjetnik u Zavodu za zaštitu spomenika kulture, prirodnih znamenitosti i rijetkosti Bosne i Hercegovine. Kao konzervator radio je na antičkim i srednjovjekovnim spomenicima (Bobovac, Breza, Mogorjelo i drugi).

## Znanstveni rad
Bojanovski je djelovao na području Hrvatske i Bosne i Hercegovine. Osim rimskim kopnenim komunikacijama bavio je se i antičkom numizmatikom, kao i proučavanjem antičkih spomenika na temelju epigrafičkih istraživanja kao i zaštitom srednjovjekovnih gradova u BiH.
Obavio je arheološka istraživanja na više lokaliteta kao što su: kasnoantička bazilika u Crvenicama i Prisoju na Duvanjskom polju, Glavice na Glamočkom polju, kasnoantički kaštel u Vrbljanima kod Ključa te rimski vojni logor u Humcu kod Ljubuškog. Obavio je konzervaciju kasnoantičke bazilike u Turbetu kod Travnika, zatim u Cimu i Žitomislićima kod Mostara, te antičke građevine u Putovićima kod Zenice. Tu se ubrajaju i istraživanja i konzervacije srednjovjekovnih gradova: Maglaj (Sokol na Plivi), Dobor, Ključ, Krupa na Uni, Bočac na Vrbasu te grad Bobovac.
Opisao je i rekonstruirao antički torkular u Mogorjelu kod Čapljine.

## Izbor iz djela
Bojanovski je objavio mnogobrojne radove u periodičkim publikacijama:
- Stari grad Bobovac i njegova konzervacija. Naše starine, 8 (1962.) str. 71. – 96.
- Istraživački i konzervatorski radovi na starom gradu Maglaju (1962. – 1963). Ibid., 10 (1965) str. 61. – 97.
- Rimski kameni spomenici u Rogatici. Ibid., 11 (1967.) str. 143. – 164.
- Municipium Malvesiatium. Arheološki radovi i rasprave, 6 (1968.) str. 241. – 262.
- Antička uljara na Mogorjelu i rekonstrukcija njenog torkulara, 1969. – 70. Naše starine, 12 (1969. – 70.) str. 27. – 54.
- Mogorjelo – rimsko Turres. Glasnik Zemaljskog muzeja Bosne i Hercegovine, 24–25 (1969. – 70.) str. 137. – 163.
- Nova epigrafska potvrda Delminiuma s Duvanjskog polja, 1969. – 70. Ibid., str. 5. – 18.
- Rimska cesta Narona–Leusinium kao primjer saobraćajnog kontinuiteta. Godišnjak. Centar za balkanološka ispitivanja, 10 (1973.) str. 137. – 187.
- Gatačko polje u antici.Tribunia, 2 (1976.) str. 17. – 44.
- Bosnien mit besonderer Beachtung der Transformation der Burgen in Artilleriefestungen. Balcanoslavica, 7 (1981.) str. 71. – 100.
- Antičko rudarstvo u unutrašnjosti provincije Dalmacije u svjetlu epigrafskih i numizmatičkih izvora. Arheološki radovi i rasprave, 8–9 (1982.) str. 89. – 120.
- Epigrafski i topografski nalazi s područja antičke Bigeste. 100 godina Muzeja na Humcu (zbornik). Ljubuški 1985., 65. – 94.

Najznačajnija djela su mu Dolabelin sistem cesta u rimskoj provinciji Dalmaciji iz 1974. u izdanju Akademije znanosti i umjetnosti BiH te Bosna i Hercegovina u antičko doba iz 1988. godine u izdanju Centra za balkanološka ispitivanja.